# Championnat de Suisse masculin de basket-ball de deuxième division
 (30 avril 2021).
Le championnat de Suisse masculin de basket-ball de LNB, dénommé Ligue nationale B (LNB), est une compétition de basket-ball qui est pour la Suisse le 2e échelon national. Ce championnat constitue l'antichambre de la LNA. Il se déroule annuellement sous forme d'un championnat opposant douze clubs puis de playoff. Une saison du championnat commence en automne et se termine au printemps suivant.
Depuis la saison 2006-2007, Le nombre d'équipe est de 12 clubs (exception lors des 2011-2012 & 2013-2014 avec 14 équipes et la saison 2016-2017 avec 8 équipes). Chaque équipe s'affronte en match aller-retour. Les 8 meilleures équipes sont qualifiées pour les play-offs, chaque tour se jouant au meilleur des cinq matchs.

## Historique
Le championnat de Suisse de basket-ball de LNB existe depuis 1994. 
La Ligue nationale de basket-ball organisait la compétition depuis la saison  1994-1995 jusqu'à la saison 2015-2016.
Depuis la saison 2016-2017, c'est Swiss Basketball, via la commission Swiss Basketball League qui organisera le championnat de Suisse de basket-ball de LNB.

## Principe
Depuis la saison 2006-2007, Le nombre d'équipe est de 12 clubs (exception lors des 2011-2012 & 2013-2014 avec 14 équipes). Chaque équipe s'affronte en match aller-retour. Les meilleures équipes sont qualifiées pour les play-offs, l'organisateur décide du fonctionnement. Le champion accède à LNA s'il répond aux exigences de l'organisateur et s'il souhaite monter.
Les autres équipes jouent le tour de relégation. Le dernier est relégué si le champion de 1LN monte.
Il y aura que 8 équipes lors de la saison 2016-2017, puis 10 lors de la saison 2017-2018 et le nombre d'équipe est de 12 clubs dès la saison 2018-2019.

## Palmarès
| Saison    | Vainqueur                  |
| 2024-2025 | BC Bären Kleinbasel        |
| --------- | -------------------------- |
| 2023-2024 | Grasshopper Club Zurich    |
| 2022-2023 | Pully Lausanne Foxes       |
| 2021-2022 | Vevey Riviera Basket       |
| 2019-2021 | Goldcoast Wallabies        |
| 2019-2020 | Annulé                     |
| 2018-2019 | BBC Nyon                   |
| 2017-2018 | Villars Basket             |
| 2016/2017 | Vevey Riviera Basket       |
| 2015/2016 | BBC Lausanne               |
| 2014/2015 | BC Alte Kanti Aarau        |
| 2013/2014 | BBC Lausanne               |
| 2012/2013 | BC Alte Kanti Aarau        |
| 2011/2012 | BC Alte Kanti Aarau        |
| 2010/2011 | Colas Bernex Basket        |
| 2009/2010 | Poly-Rapid Zürich Wildcats |
| 2008/2009 | Martigny-Rhône Basket      |
| 2007/2008 | SAM Basket Massagno        |
| 2006/2007 | SAV Vacallo Basket         |
| 2005/2006 | Vevey Riviera Basket       |
| 2004/2005 | SAV Vacallo Basket         |
| 2003/2004 | Hérens Basket              |
| 2002/2003 | Union Neuchâtel Basket     |
| 2001/2002 | Morges Basket              |
| 2000/2001 | Carouge Basket             |
| 1999/2000 | Chêne Basket               |
| 1998/1999 | Renens Basket              |
| 1997/1998 | BC KZO Wetzikon            |
| 1996/1997 | Blonay Basket              |
| 1995/1996 | Genève Basket              |
| 1994/1995 | SAV Vacallo Basket         |